# Бохолт (Белгия)
 Тази статия е за селището в Белгия.  За града в Германия вижте Бохолт.  
Бохолт (на нидерландски: Bocholt) е селище в Североизточна Белгия, окръг Маасейк на провинция Лимбург. Разположено е на границата с Нидерландия, на 13 km северозападно от град Маасейк. Населението му е около 12 400 души (2006).